# Bailada
La bailada, o bailia, è un tipo di cantiga de amigo destinata al ballo e segue una struttura parallelistica, appropriata per la sua drammatizzazione realizzata da un gruppo di donzelle; la protagonista o cantadeira intona le strofe principali, mentre le restanti donzelle, formando una specie di coro, intonando il ritornello o refrão.
Una delle bailadas più famose venne composta da Airas Nunes: Bailemos nós já todas três, ai amigas.